# Guiñada (navegación)
En navegación marítima, se llama guiñada al giro, desvío o declinación de la proa del buque hacia uno u otro lado de la dirección o rumbo que debe seguir. Dicha acción o movimiento se expresa con la frase dar guiñadas.
Sarmiento da también este nombre a las variaciones de la dirección de la proa cuando el buque está fondeado y haciendo al viento por uno o por ambos cables. Es de advertir que el centro giratorio o de rotación de esta especie de guiñadas está en el ancla, o al menos en la proa, en lugar de que el de las otras se halla en el de gravedad del cuerpo de la nave.

## Expresiones relacionadas
- Llegar la guiñada a (o hasta) tal rumbo: abrir la proa en la guiñada todo el ángulo que marca el rumbo de que se trata comparado con el de la derrota.
- ¡Las guiñadas para barlovento (o para sotavento)! orden que se da al timonel cuando el rumbo que importa o se propone sacar requiere esta medida, aplicada al determinado por la aguja que se ha dado por dirección principal.